# Gilles-André de La Roque
Gilles-André de La Roque, sieur de La Lontière (Cormelles-le-Royal, 1598 – Párizs, 1686. február 3.) heraldikus, genealógus. A neve előfordul Gilles-André de La Roque, Gilles-André de La Roque de La Lontière, Gilles-André La Rocque, Andreas de La Roque, Aegidius Andreas de La Roque de La Lontière, Aegidius Andreas de La Roque de La Lontière alakban is.

## Élete
Caen mellett, Cormelles-le-Royalban, Alsó-Normandia régióban született, nemesi családban. Papnak készült, de a pápától felmentést kapott, hogy megházasodhasson. Ő azonban megmaradt a cölibátusban és feleségének jelentős évjáradékot fizetett, aki beleegyezett, hogy különváltan éljenek. Ezt követően a normandiai családok genealógiáját kutatta. A társaságban állandóan anekdotákat mesélt, melyeket a levéltárakban gyűjtött. Királyi történetíró, Lontière ura (sieur) és a Szent Mihály Rend lovagja volt. Korának egyik leghíresebb heraldikusa és genealógusa. Magas kort élt meg. Utolsó három műve, melyek rendkívül sikeresek voltak, fontos forrásként szolgálnak a történészek számára a nemességről. Ezek a következők: Traité du blason (1673 és 1681), Traité du ban et de l'arrière-ban, de son origine et de sa convocation (1676) és a Traité de la noblesse et de ses différentes espèces (1678, új kiadása 1720 és 1734). Néhány művét Voltaire is idézte.

## Galéria
Képek Blasons des armes de la royale maison de Bourbon et ses alliances című művéből

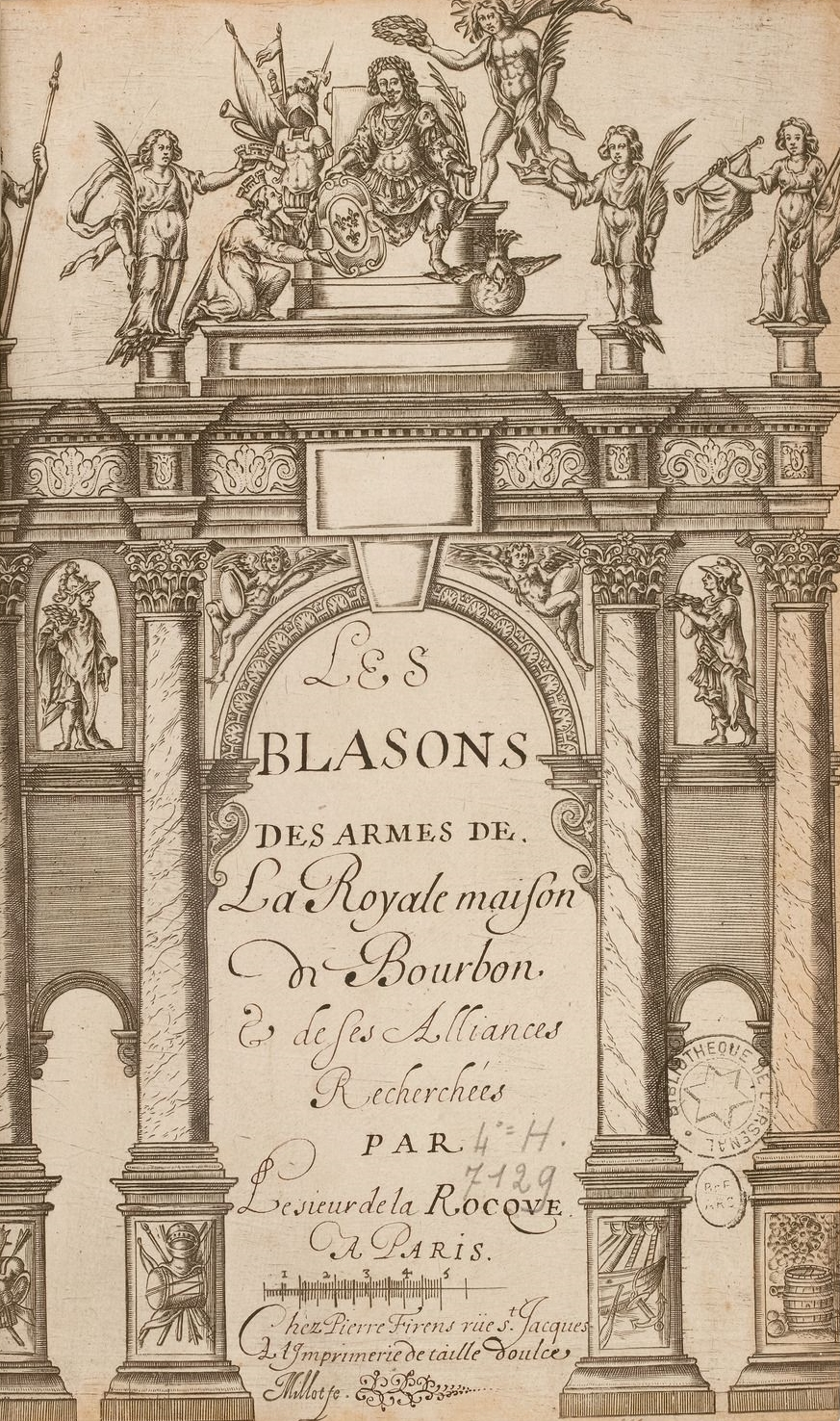
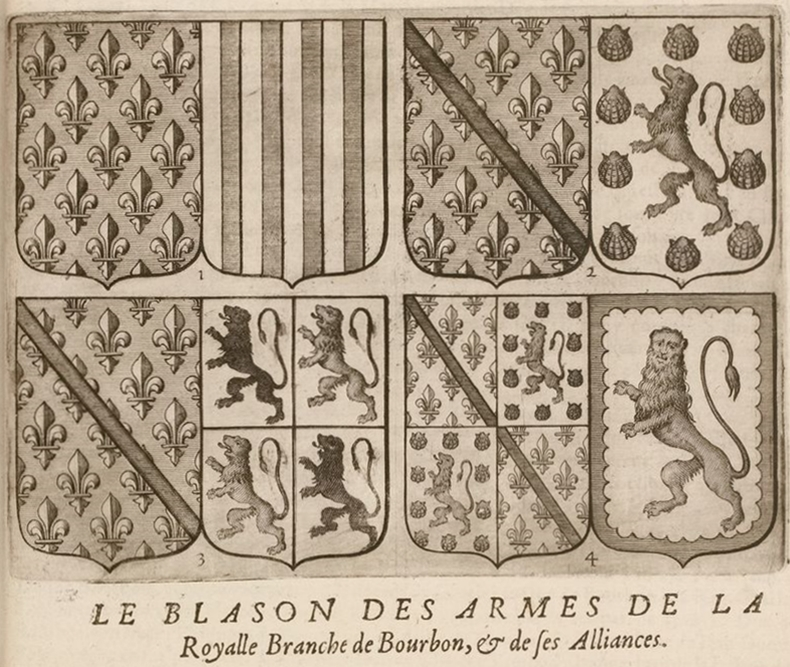
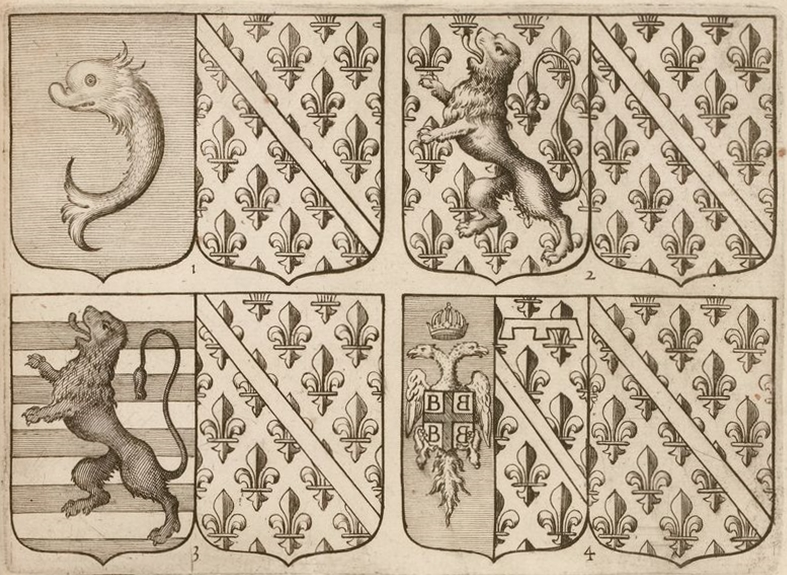
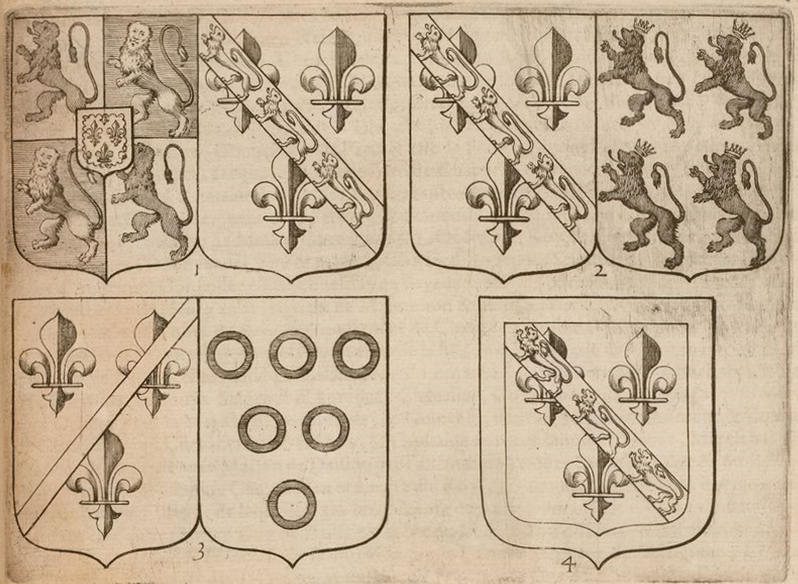
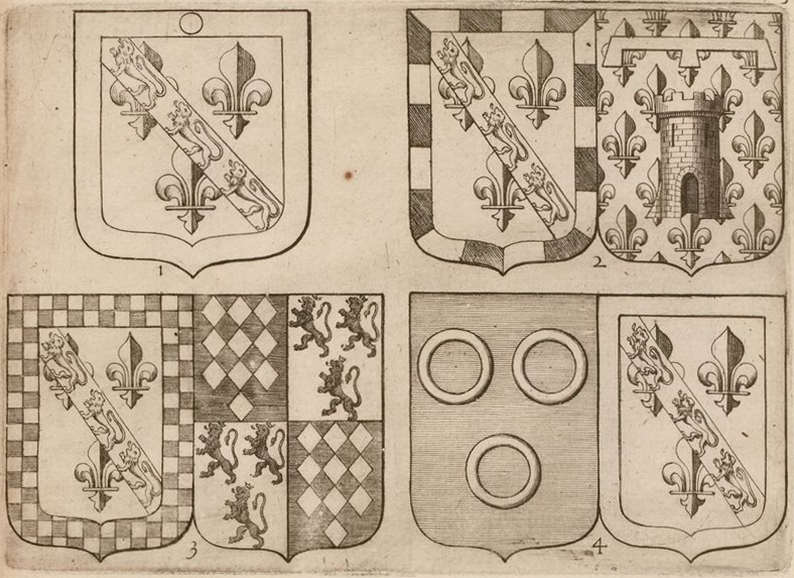
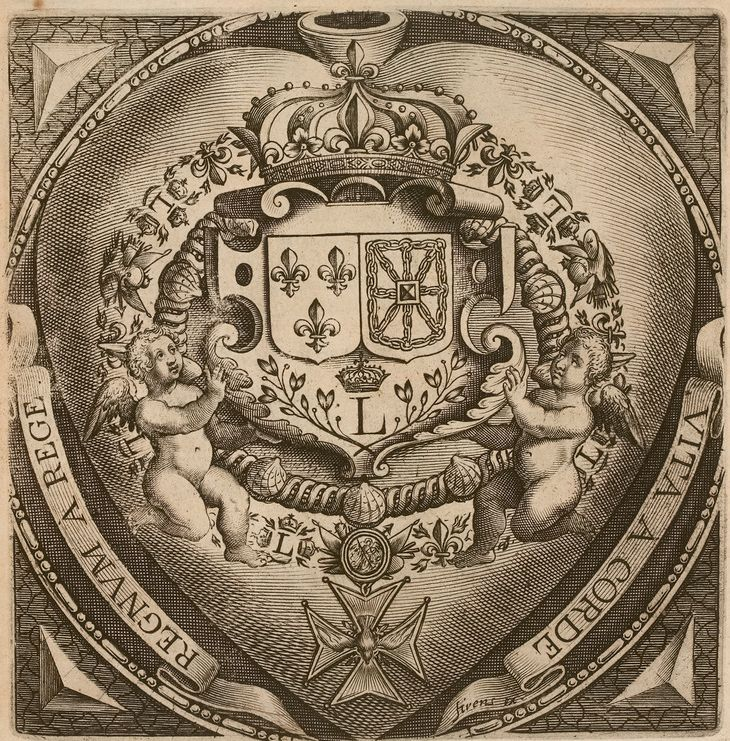

## Művei
- La méthode royale, facile et historique du blason: avec l'origine des armes... Paris, 1671
- Traité du ban et arrière-ban. De son origine, et de ses convocations anciennes et nouvelles. Paris, Le Petit. 1676. Művének eredeti kiadása, melyet később csatoltak a következő gyűjteményhez: Traité de la Noblesse contenant également le Traité du blason et le Traité de l’origine des noms et surnoms. Itt a szokások és a katonai szolgálat eredetét vizsgálja. Arra a következtetésre jut, hogy csak a nemeseket, a jobbágyok urait kérték fel, hogy az utóbbiak vagyonát megvégjék.
- Traité de la noblesse et de toutes ses différentes espèces Nouvelle édition augmentée des traités du blason des armoiries de France : de l'origine des noms surnoms : et du ban et arrière-ban. Rouen, Pierre Le Boucher et Jore père et fils 1734
- Traité singulier du blason, contenant les règles des armoiries, des armes de France et de leur blason, ce qu'elles représentent, et le sentiment des auteurs qui en ont écrit, Paris, Mabre-Cramoisy 1773

### Művei a Bibliothèque nationale de France katalógusában
- Blasons des armes de la royale maison de Bourbon et ses alliances, recherchées par le sieur de La Rocque ["sic"]. Le tout gravé en taille-douce :  Paris : P. Firens, 1626
- Blasons des armes de la royale maison de Bourbon et ses alliances recherchées par le sieur de La Rocque ["sic"]... Paris : P. Firens, (S. d.) [é. n.]
- In gentile stemma illustrissimi et supremi Galliarum cancellarii [Michaelis Le Tellier, auctore Aegidio-Andrea de La Roque de La Lontière, Parisiis, 28 octobris 1684] inscriptio. Parisiis : ex typ. F. Le Cointe, (s. d.) [é. n.]
- In gentiles imagines illustrissimi... Caroli a Sancta Maura, Montauzerii ducis... [Aegidius-Andreas de La Roque de La Lontière devotissime consecrabat, 1665.] (S. l. n. d.) [hely és év nélkül]
- Éloge de la très-illustre maison de Bellièvre, avec une explication de ses armoiries et marques très anciennes de sa noblesse... [Signé : La Roque. 25 avril 1653.] (S. l. n. d.)
- Illustrissimo viro Petro Seguier... Franciae cancellario, hanc parmae gentilis... symbolicam explicationem Andreas de La Roque humillime consecrabat... (S. l. n. d.)
- In gentiles imagines illustrissimi... Joannis-Baptistae Colbert,... / [Aegidius-Andreas de La Roque devotissime consecrabat.] (S. l., n. d.)
- Réponce à la lettre envoyée par M. de Saint-Martin à M. de La Roque, contenant le récit de l'entrée faite par Mgr François de Nesmond, évesque de Bayeux, dans son diocèse. [Signé : La Roque. Paris, 18 juillet 1662.] (S. l. n. d.)
- Lettre adressée par le sieur de La Roque à MM. les intéressés en l'Histoire généalogique des maisons nobles de la province de Normandie, distribuée en 7 volumes par alphabet selon l'ordre des diocèses, bailliages et généralités qui en dépendent. 1653
- Histoire générale des maisons nobles de la province de Normandie / par le sieur de La Roque,... Caen : [s. n.], 1654
- Histoire généalogique de la maison de Harcourt, enrichie d'un grand nombre d'armoiries, alliances, généalogies, matières et recherches concernants [sic] non seulement les rangs et les intérests de cette maison, mais encore l'histoire générale, justifiée par plusieurs chartes de diverses églises, arrests du Parlement, cour de l'Eschiquier de Normandie, titres du trésor du Roy et de la Chambre des comptes, histoires tant imprimées que manuscrites et autres preuves authentiques tirées des archives publiques, par Messire Gilles-André de La Roque,... T. I [-II]. - Preuves de l'histoire généalogique de la maison de Harcourt. T. III [-IV]. Paris : S. Cramoisy, 1662. 4 kötet
- Traité singulier du blason, contenant les règles des armoiries... par messire Gilles-André de La Roque,... Paris : S. Mabre-Cramoisy, 1673
- Traité du ban et arrière-ban, de son origine et de ses convocations anciennes et nouvelles, avec plusieurs anciens rolles tirés des archives publiques, où sont les noms et qualités des princes... gentilhommes et autres qui se sont trouvés dans les convocations qui en ont été faites, par M. de La Roque. Paris : M. Le Petit, 1676
- Traité de la noblesse, de ses différentes espèces... par messire Gilles-André de La Roque, chevalier, seigneur de La Lontière :  Paris : E. Michallet, 1678
- Avis donné par M. de La Roque à MM. les intéressés en "l'Histoire générale des maisons nobles de la province de Normandie". [12 février 1678.] Paris : F. Le Cointe, 1678
- Traité singulier du blason, contenant les règles des armoiries... par messire Gilles-André de La Roque,... Paris : C. Journel, 1681
- Traité de la noblesse, de ses différentes espèces... par messire Gilles-André de La Roque, chevalier, seigneur de La Lontière. Rouen : N. Le Boucher et P. Cailloué, 1710
- Traité de la noblesse et de toutes ses différentes espèces, nouvelle édition, augmentée des Traités du blason des armoiries de France, de l'origine des noms et sur-noms, et du ban et arrière-ban, par M. de La Roque. Rouen : P. Le Boucher et Jore père et fils, 1734

### Újabb kiadások
- De la Noblesse de Jeanne d'Arc, dite Du Lys, Pucelle d'Orléans, et des principales circonstances de sa vie et de sa mort, par Gilles-André de La Roque. [Préface de G. de Braux. Bibliographie des œuvres de G. de La Roque.] Orléans : H. Herluison, 1878
- Le traité de la noblesse : et de ses différentes espèces / Gilles André de la Roque... ; présenté et annot. par H.-M. de Langle et J.-L. de Tréourret de Kerstrat... ; complété par les notes... de Charles d'Hozier,... relevées sur son exemplaire personnel. Paris (4 rue de Ventadour, 75001) : Mémoire et documents, 1994
- Histoire et généalogie de la maison d'Harcourt [Ressource électronique] / G. A. de La Roque ; d'après l'édition de 1662 en 4 volumes plus la Table des familles étudiées par Paul de Farcy ; une réalisation de la société IMSO. Versailles : Héraldique et généalogie, [DL 2004] 1 disque optique numérique (CD-R)